# Calamus nannostachys
Calamus nannostachys är en enhjärtbladig växtart som beskrevs av Karl Ewald Maximilian Burret. Calamus nannostachys ingår i släktet Calamus och familjen Arecaceae. Inga underarter finns listade i Catalogue of Life.